# Bột gạo

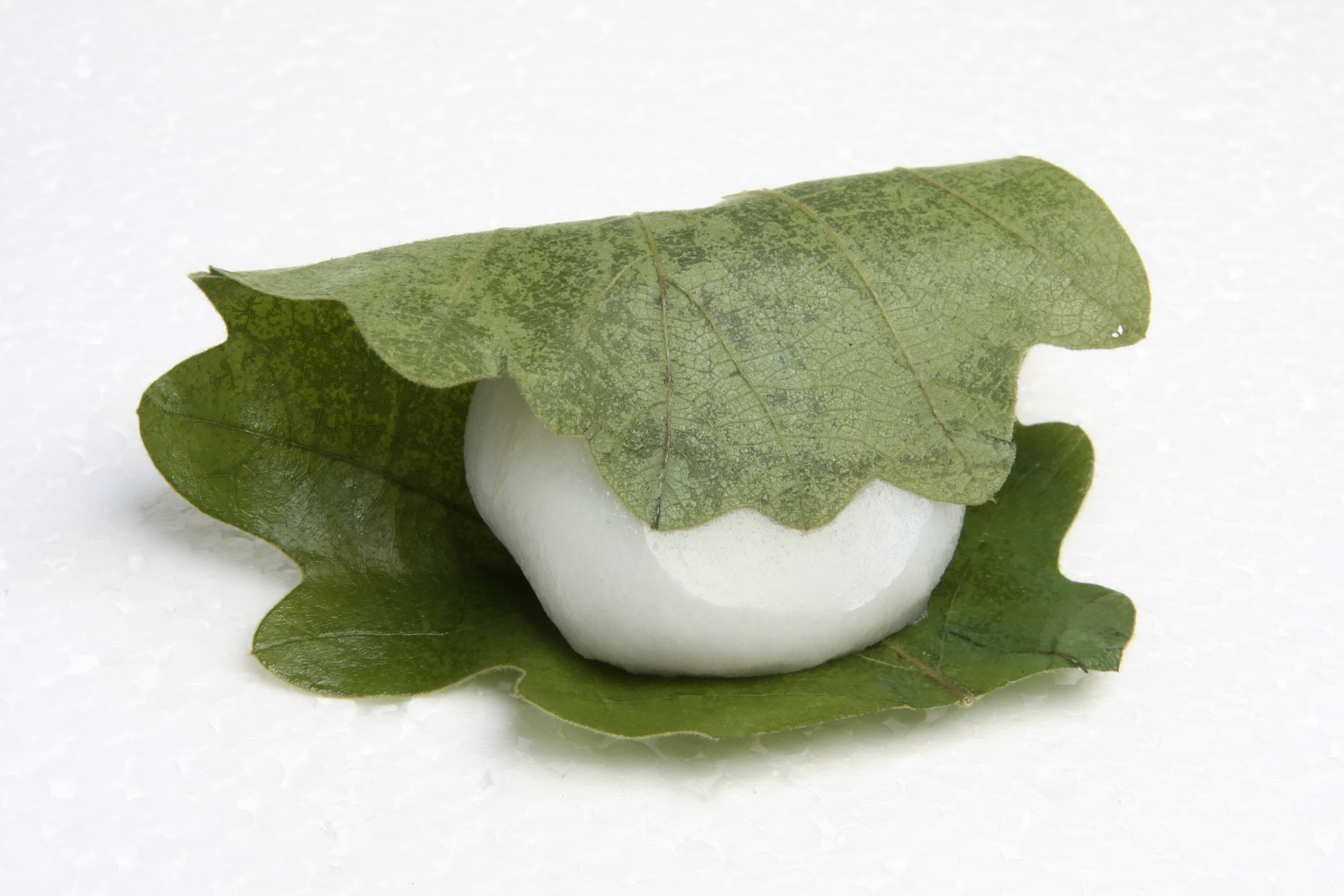
Bánh Mochi làm từ gạo

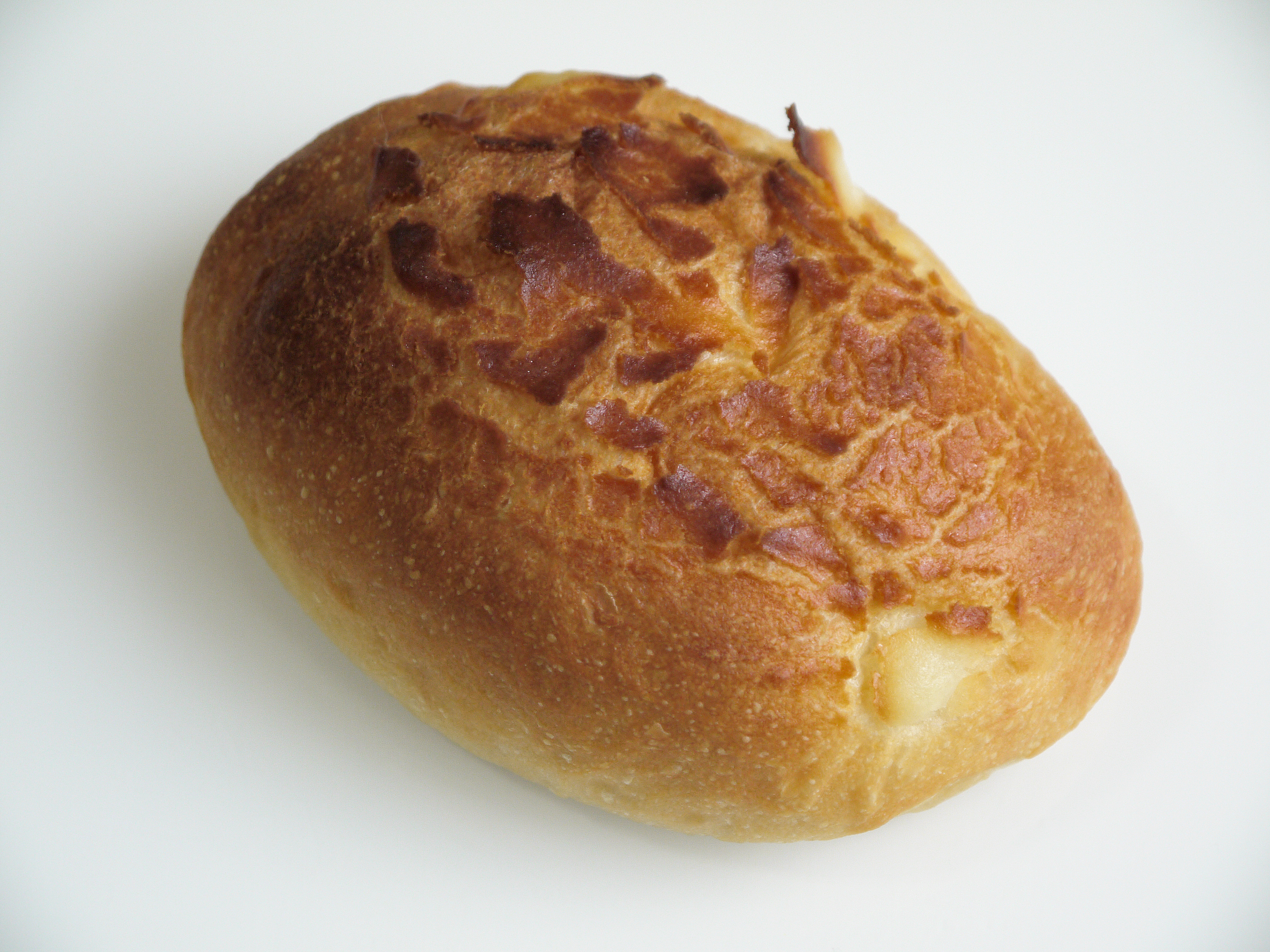
Bánh mì gạo làm từ gạo của Nhật Bản

Bột gạo là một loại bột được làm từ gạo bằng phương pháp ngâm và nghiền. Tinh bột gạo là thành phần chính của rất nhiều loại thực phẩm quen thuộc ở các nước Châu Á, nhiều loại bánh cổ truyền của các nước châu Á đều có thành phần chính là tinh bột gạo. Ở Việt Nam, tinh bột gạo được sử dụng rất phổ biến từ Nam cho đến miền Bắc trong các món như bánh cuốn, bánh canh, bánh căn, bánh bò, bánh đậu xanh, bún gạo, bánh bèo, bánh xèo, bánh đúc, bánh khoái, cao lầu mì, bánh hỏi, bánh đập.

## Chế biến
Tinh bột gạo được chế biến qua nhiều công đoạn như:
- Ngâm: Làm hạt gạo mềm dễ xay mịn do nước sẽ ngấm vào hạt gạo (quá trình hydrat hóa) làm mềm hạt gạo, lớp màng của tế bào, giúp quá trình xay gạo và tinh bột được giải phóng được dễ dàng khi xay.
- Xay: Quá trình xay sẽ phá vỡ cấu trúc hạt gạo và lớp màng bao tế bào, giúp giải phóng tinh bột chứa trong bột lạp của tế bào hạt gạo. Ngoài ra quá trình xay còn giúp đồng nhất khối hạt hình thành dạng bột cho bột gạo.
- Khuấy: Mục đích của quá trình khuấy sẽ giúp các phân tử tinh bột thoát ra hoàn toàn khỏi các túi bột lạp giúp tăng hiệu suất thu hồi tinh bột. Ngoài ra khi khuấy một số tạp chất nhẹ còn lẫn trong gạo sẽ nổi lên và được loại bỏ dễ dàng. Quá trình khuấy còn giúp lipid (chất béo trong gạo) thoát ra và nổi lên và sẽ được loại bỏ.
- Lắng gạn: Để tách bột ra khỏi nước có thể dùng 2 cách lọc, lắng gạn hoặc ly tâm.
- Chia bột ướt: Sau khi lắng gạn sẽ thu được bột sẽ có dạng bột nhão. Khối bột này sẽ được chia ra trên mâm tre được bọc vải. Khối lượng chia cần đồng đều trên các vĩ nhằm đảm bảo bột khô đều. Lớp vải sẽ giúp việc lấy bột lên dễ dàng khi bột khô.
- Phơi: Bột sau khi chia sẻ được phơi hoặc sấy khô đến dưới 15% ẩm. Thời gian phơi khoảng 4 - 6 giờ. Quá trình phơi sẽ hạ độ ẩm của bột gạo xuống dưới mức cần thiết mà vi sinh vật và nấm mốc có thể phát triển làm hư hỏng bột. Sau khi bột khô có thể đóng gói và bảo quản bột hoặc có thể nghiền mịn rồi bao gói.